# Cédric Hengbart
Cédric Hengbart (ur. 13 lipca 1980 w Falaise) – francuski piłkarz występujący na pozycji obrońcy. Obecnie jest zawodnikiem AC Ajaccio.

## Kariera klubowa
Hengbart profesjonalną karierę rozpoczynał w drugoligowym klubie SM Caen. Zadebiutował tam 18 sierpnia 2001 w wygranym 1-0 ligowym pojedynku z FC Martigues. 16 lutego 2002 strzelił pierwszego gola w zawodowej karierze. Było to w wygranym 2-1 meczu z RC Strasbourg. W pierwszym sezonie wystąpił tam 23 razy i zdobył jedną bramkę. W 2004 roku uplasował się z klubem na drugiej pozycji w lidze i awansował z nim do ekstraklasy. W Ligue 1 zadebiutował 7 sierpnia 2004 w zremisowanym 1-1 spotkaniu z FC Istres. 14 sierpnia 2004 zdobył pierwszą bramkę w trakcie gry w ekstraklasie. Było to w zremisowanym 2-2 spotkaniu z Paris Saint-Germain. W 2005 roku wystąpił z klubem w finale Pucharu Ligi Francuskiej, jednak uległ tam z nim 1-2 klubowi RC Strasbourg. Na koniec rozgrywek ligowych w sezonie 2004/2005 jego klub zajął osiemnaste miejsce w Ligue 1 i powrócił do drugiej ligi. Tam spędził kolejne dwa sezony, a w 2007 roku ponownie awansował do pierwszej ligi. Łącznie w Caen spędził siedem sezonów. W tym czasie rozegrał tam 229 spotkań i strzelił 12 goli.
W lipcu 2008 podpisał kontrakt z innym pierwszoligowcem - AJ Auxerre. Pierwszy występ zanotował tam 9 sierpnia 2008 w wygranym 2-1 ligowym meczu z FC Nantes.
29 maja 2013 roku podpisał kontrakt z pierwszoligowym AC Ajaccio.
| Sezon   | Klub       | Kraj    | Rozgrywki  | Mecze | Bramki | Rozgrywki Europy   | Mecze | Bramki |
| ------- | ---------- | ------- | ---------- | ----- | ------ | ------------------ | ----- | ------ |
| 2001/02 | SM Caen    | Francja | Division 2 | 23    | 1      | -                  | -     | -      |
| 2002/03 | SM Caen    | Francja | Ligue 2    | 37    | 0      | -                  | -     | -      |
| 2003/04 | SM Caen    | Francja | Ligue 2    | 37    | 2      | -                  | -     | -      |
| 2004/05 | SM Caen    | Francja | Ligue 1    | 30    | 2      | -                  | -     | -      |
| 2005/06 | SM Caen    | Francja | Ligue 2    | 32    | 1      | -                  | -     | -      |
| 2006/07 | SM Caen    | Francja | Ligue 2    | 37    | 4      | -                  | -     | -      |
| 2007/08 | SM Caen    | Francja | Ligue 1    | 33    | 2      | -                  | -     | -      |
| 2008/09 | AJ Auxerre | Francja | Ligue 1    | 36    | 2      | -                  | -     | -      |
| 2009/10 | AJ Auxerre | Francja | Ligue 1    | 37    | 5      | -                  | -     | -      |
| 2010/11 | AJ Auxerre | Francja | Ligue 1    | 28    | 1      | Liga Mistrzów UEFA | 7     | 1      |
| 2011/12 | AJ Auxerre | Francja | Ligue 1    | 27    | 1      | -                  | -     | -      |
| 2012/13 | AJ Auxerre | Francja | Ligue 2    | 34    | 2      | -                  | -     | -      |
| 2013/14 | AC Ajaccio | Francja | Ligue 1    | 0     | 0      | -                  | -     | -      |

Stan na: 29 maja 2013 r.